# Джміль норовий
Джміль норовий, джміль мали́й земляни́й, джміль дібро́вний (Bombus lucorum) — вид комах ряду перетинчастокрилих.

## Назва

### Видовий епітет
Видовий епітет лат. lucorum походить від грец. leucos, що означає укр. білий.

## Поширення
Північна половина Євразії від Скандинавії і Західної Європи до Кавказу та Середньої Азії, північно-західні області Північної Америки, Сибір до Забайкалля.
Вид поширений по всій території України.

## Короткий опис імаго
Короткохоботковий. Довжина тіла у самців 11-22 мм, у самок 19-22 мм.

## Особливості біології та місця проживання
Евритопний вид. Широкий полілект. Мешкає в розріджених лісах, особливо на лісових галявинах. Гнізда влаштовує в норах дрібних гризунів, у порожнинах під корінням дерев, пнів і в купинах. Відмічений на рослинах родини бобові.